# Luque (Spanje)
Luque is een gemeente in de Spaanse provincie Córdoba in de regio Andalusië met een oppervlakte van 141 km². In 2007 telde Luque 3306 inwoners.

## Demografische ontwikkeling
Bron: INE, 1857-2011: volkstellingen